# Индемнитет
Индемните́т (от лат. indemnitas — «безущербный»), индемнити (англ. indemnity) — юридический термин, имеющий разные значения.

## В гражданском праве
Правовая конструкция возмещения потерь, или индемнити (indemnity), появилась в английском праве благодаря так называемому праву справедливости. По правилам общего права не допускается возмещения без ответственности, что не позволяло потерпевшему возместить в ряде случаев свои имущественные потери. Английские суды в своих решениях на основании «права справедливости» допускали возмещение потерь и в тех случаях, когда ответственность за них не возникала.
Конструкция индемнити получила широкое распространение в странах общего права, а также в международных контрактах, особенно в сфере слияний и поглощений.

## В международном праве
В международном праве индемнитетом называется возмещение ущерба, компенсация. 

## В конституционном праве
Индемнитетом называли парламентское решение, в силу которого узаконивались действия должностных лиц, преимущественно министров и других чиновников, бывшие незаконными в момент их совершения. Эта мера (en:Act of Indemnity) применялась, в частности, после временной приостановки действия Habeas Corpus Act в Великобритании. 
В 1866 г. в прусском ландтаге был принят закон о индемнитете, означавшее безнаказанность всех правительственных лиц и чиновников, управлявших в предыдущую эпоху вопреки постановлениям ландтага (четыре года подряд ландтаг не утверждал бюджет и правительство управляло страной и собирало налоги, не соглашаясь с волей парламента).